# Делавилласс, Гиацинт

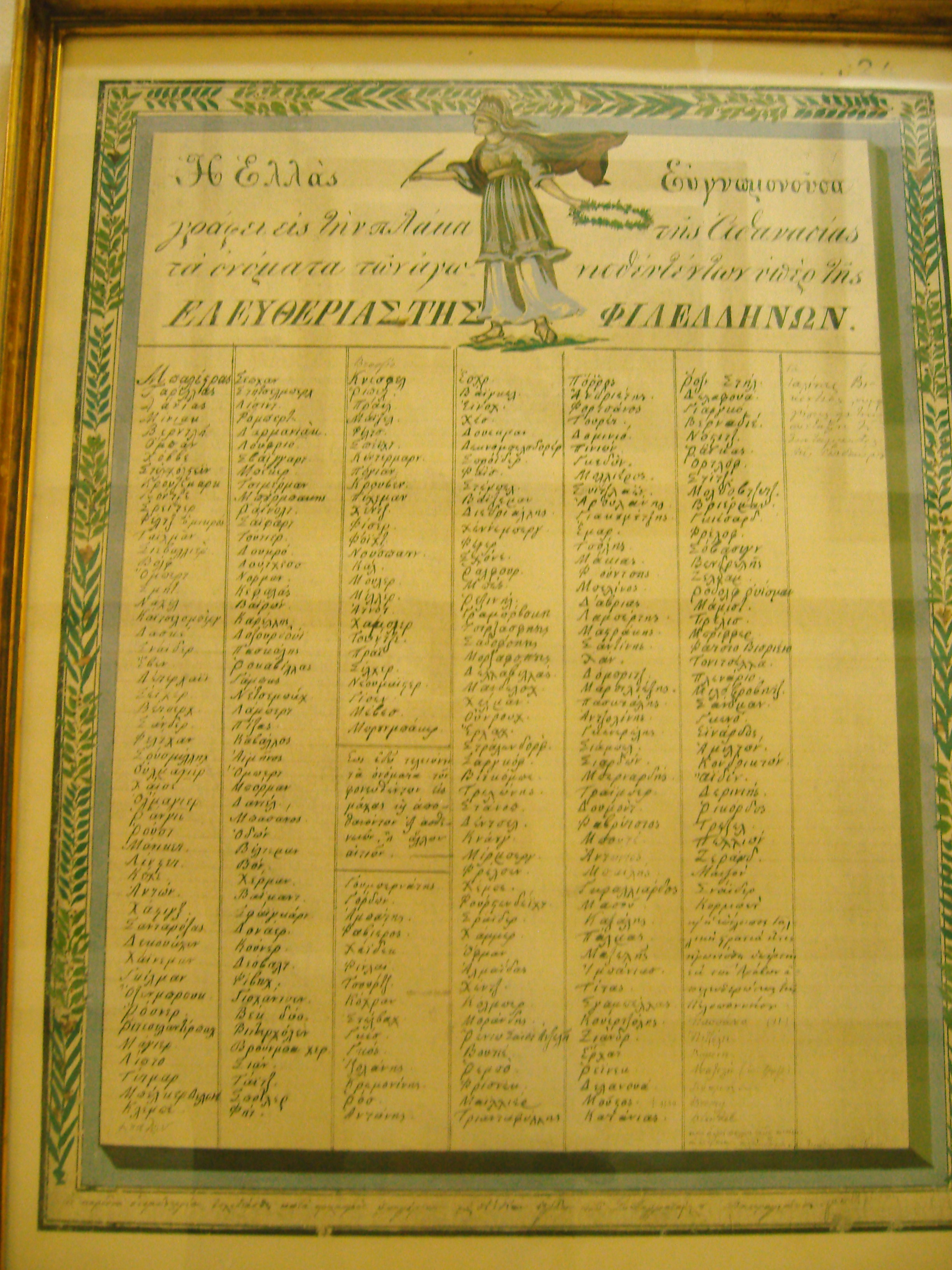
Благодарная Греция - Список филэллинов — участников Освободительной войны Греции; Национальный исторический музей Греции. Имя Деллавилласа (Δελλαβιλλάς) в середине четвёртой колонки слева

Гиацинт Делавилласс (фр.  Hyacinthe Delavillasse, ? Карпантра Франция; - ?) – французский наполеоновский офицер и Филэллин, участник Освободительной войны Греции.

## Биография
Биографические данные Гиацинта Делавилласа до его прибытия в Грецию скупы и отрывочны и во многом исходят из мемуаров его соратников филэллинов.

### “Догреческий период”
Французский филэллин F. R. Schack, который встретил Лавилласса в Греции в июне 1826 года пишет, что он родился в городе Карпантра на юго востоке Франции. Датой его рождения не располагаем. 
Современный английский историк Вильям Сен Клер пишет, что он был маркизом, что подразумевает что он происходил если не из богатой, то по крайней мере из знатной семьи. 
Лавилласс принял участие в Наполеоновских войнах. 
Тот же Сен Клер пишет что он был награждён Орденом Почётного легиона, что однако требует подтверждения.
Согласно спискам французского Министерства войны, в 1817 году он имел звание капитана пехоты.
Будучи бывшим наполеоновским офицером, при Бурбонах он в был изгнан из французской армии, а затем, обвиняемый в заговоре, и из Франции в 1820 году, «прослужив двадцать лет своему Отечеству» (из чего следует что он служил с 1800 года). 
Изгнанный из своей страны, Лавилласс обратил свои взоры на восставшую через несколько месяцев, весной 1821 года, Грецию.

### Греция
Освободительная война греков против осман вызвала в Европе движение Филэллинизма, самой известной гранью которого стало участие в этой войне небольшого числа иностранных добровольцев.
Непосредственное участие в войне приняло около 1 тысячи иностранных добровольцев. Французы были второй по численности группой добровольцев (196) после немцев (342).
Лавилласс прибыл в Грецию на борту греческого судна, вышедшего из Марселя 18 июля 1821 года. Судно было зафрахтовано и загружено боеприпасами, купленными греческим политиком фанариотом Александром Маврокордатосом. Кроме самого Маврокордатоса, на борту судна находились до 80 добровольцев из греческой диаспоры и филэллинов, включая подполковника М. Рейбо.. 
Современный английский историк Вильям Сент Клер пишет что Рейбо был «одним из немногих офицеров подобранных Маврокордато в Марселе, что в 1820 году он был отправлен в отставку и что одна из причин его отъезда в Грецию был поиск работы.
2 августа 1821 года корабль встал на якоря в лагуне города Месолонгион.

### В Освободительной войне греков
Французский филэллин Морис Персо отмечает, что Лавиллас был одним из первых филэллинов прибывших в Грецию. В греческих архивах Лавилласс впервые упоминается в 1822 году под эллинизированном именем Лавиле («Λαβιλαί»).
Английский филэллин Э. Блакьер пишет что во главе 80 греческих добровольцев с Ионических островов, Лавилласс принял участие в осаде крепости города Патры и взятии Триполицы в сентябре 1821 года. 
Современная исследовательница Анастасия Цангараки упоминает его в лагере Дмитрия Ипсиланти, при осаде Нафплиона.
М. Рейбо пишет что после Триполицы Лавилласс воевал некоторое время в составе регулярного соединения корсиканца Иосифа Балеста
Тот же Рейбо пишет что через несколько недель после возвращения из Коринфа в Триполицу экспедиционного корпуса Дмитрия Ипсиланти, в составе которого находилось соединение Балеста, Лавилласс принял решение оставить батальон Балеста, и отправился под стены крепости города Патры. Будучи офицером чьё мужество было уже признано, он сумел собрать вокруг себя сотню арматолов Ахайи. Он снял с себя французский мундир и оделся в одежды клефтов.
Сен Клер включает Лавилласса в небольшое число (не более десяти) филэллинов пожелавших действительно понять характер греческих воинов и полностью перенявших образ жизни клефтов.
Лавилласс во всём следовал обычаям своих новых соратников, разделял с ними трудности, лишения и (даже) полное отсутствие санитарных норм, которое было характерно в их жизни. 
Рейбо пишет что в этом лёгком отказе от цивилизованных привычек ради таких суровых обычаев “кроется пожалуй бо́льшая ценность нежели мы можем себе представить, которая будет лучше понята, если учесть что он был единственным иностранцем, которому удалось приспособиться к этому образу жизни”.
Рейбо подчёркивает скромность Лавилласса следующим образом: “свидетелями блестящих подвигов этого офицера были только люди которые его забыли. Он много раз видел как турки падали от его ударов, но заботу сделать это известным общественности он оставлял своим друзьям”.
Бои у крепости Патр приняли большие масштабы после того как османский флот высадил подкрепления осаждённым. 
В свою очередь к стенам крепости подошли отряды Т. Колокотрониса. 
Осмелевшие и вышедшие из крепости турки были разгромлены, оставив на поле боя 400 убитых.
Михаил Иконо́му, бывший секретарём Т. Колокотрониса и «другом Лавилласса», в своей послевоенной работе «Исторические повествования Греческого Возрождения, священная борьба греков» (Ιστορικά της Ελληνικής Παλιγγενεσίας ή ο ιερός των Ελλήνων αγών) приводит характерный пример “энтузиазма” французского филэллина. После разгрома турок, когда повстанцы преследовали их до стен крепости Патр, Лавилласс (Λαβιλάς), под огнём встал у крепостных ворот и, не зная греческого языка, жестикулируя руками кричал “эла, эла” (έλα, έλα - сродни “иди, иди” (сюда) в единственном числе), призывая своих соратников взломать ворота и ворваться в крепость.
Греческое командование признало мужество Лавилласса и присвоило ему звание полу- тысячника. 
В приказе под номером 154 и за подписью Дмитрия Ипсиланти было отмечено: «Французский “капитан” (греческий клефтский термин, означающий главу дружины) г-н Лавилаз вот уже двенадцать месяцев, несмотря на лишения, трудится для общей цели в Патрах».
При этом, ведя спартанский образ жизни, в мае 1822 года Лавилласс запросил для себя у военного министра Иоанна Коллетиса лишь “лекарство из табака и французскую или албанскую рубаху”.
Француз Philippe Jourdain пишет что Делавилласс принял участие в Сражении при Пета 4 (16) июля 1822 года, после печального исхода которого с группой выживших филэллинов добрался до Месолонгиона. 
Сен Клер констатирует тот факт, что под командованием М. Рейбо 25 выживших филэллинов дошли до Месолонгиона, где произвели церемониальный залп в память о своих погибших товарищах. 
Согласно французскому дипломату и историку Ф. Пуквилю, будучи больным и с высокой температурой, Лавилласс сразу же принял участие в военных действиях у Месолонгиона, после чего, будучи снова больным, принял участие в боях у города Аргос. 
Последнее утверждение Пуквиля вероятно связано с участием Лавилласса в победной для греческого оружия Битве при Дервенакии 26 июля (8 августа) — 28 июля (10 августа) 1822 года, в которой согласно Фотакосу, Лавилласс принял участие в качестве “капитана” - телохранителя при военачальнике Т. Колокотронисе.
Тот же Фотакос описывает бедственное состояние Лавилласса. До начала сражения при Дервенакии, Лавилласс выждал в винограднике одного турка из числа тех что утоляли там свой голод, и убил с одной единственной целью – отнять у убитого одежду, поскольку его собственная одежда полностью истлела.
Согласно швейцарскому филэллину Henri Fornèsy Лавилласс достиг в армии повстанцев звания полковника и некоторое время возглавлял штаб Колокотрониса (что при отсутствии такового может означать и советник). 
Последнее подтверждает и греческий историк А. Вакалопулос, который именует Лавилласса соратником (“воином-товарищем”) Колокотрониса.
F. R. Schack в своих мемуарах описывает Лавилласса как человека пользовавшегося полным доверием Колокотрониса: “Эти двое были неразлучными товарищами. Они вместе сражались в сотне сражений и двадцать раз их мечи были запятнаны кровью варваров”, писал этот французский филэллин.
Делавилласс имел хорошую репутацию в армии повстанцев, он любил Грецию и жаждал её Свободы.
В своём письме от 6 сентября 1823 года и опубликованном Паквилем, он выражал свою озабоченность распрями греков, которые не позволяли им завершить борьбу и поставили под угрозу политический статус страны. 
Более того, он признаёт что если бы греки были едины, то турки уже давно потерпели бы поражение.

### Последующие годы
В последующие годы Делавилласс действовал в Средней Греции.
После окончания войны, правитель возрождённого государства, И. Каподистрия, поручил в 1830 году уполномоченному французского короля французскому бригадному генералу Франсуа Жерару формирование регулярной армии и разрешение вопроса иррегулярных офицеров. 
Обращение Лавилласса в Военный секретариат о его включении в регулярную армию является последним документом, в котором этот французский филэллин  упоминается в Греции. 
Дальнейшая его судьба неизвестна.
Есть вероятность что он вернулся на Родину. 
В официальном французском Военном журнале за первую половину 1831 года, в числе имён назначенных и отозванных офицеров (лейтенантов) 2-го лёгкого пехотного полка, упоминается имя Гиацинта Лавилласса. 
Является ли этот офицер Лавиллассом участником Освободительной войны Греции требует уточнения.

## Память
В связи с 200-летием начала Освободительной войны, Гетерия Эллинизма и Филэллинизма опубликовала в начале 2021 года посвящение Гиацинту Лавиллассу.